# Hilvarenbeek
Hilvarenbeek (phát âmⓘ) là một đô thị và thị xã ở phía nam Hà Lan, dọc theo biên giới với Bỉ.

## Các trung tâm dân cư
Đô thị Hilvarenbeek có các làng sau với nhà thờ riêng: Baarschot, Biest-Houtakker, Diessen, Esbeek và Haghorst.
Ngoài ra, các khu vực sau về mặt lịch sử là riêng biệt nhưng nay dường như có liên quan: 
Beerten, Driehuizen, Dun, Gorp, Groenstraat, Groot Loo, Grote Voort, Hoog Spul, Hoogeind, Klein Loo, Kleine Voort, Laag Spul, Rovert, Slibbroek và Westerwijk.
Công trình thu hút du khách ở đây là Beekse Bergen, gồm một sở thú, công viên giải trí, các khu nhà bungalow và khu cắm trại.